# Sisay Lemma
Sisay Lemma (12 dicembre 1990) è un maratoneta etiope.

## Biografia
Il 29 settembre 2019 arriva terzo alla Maratona di Berlino dietro ai connazionali Kenenisa Bekele e Birhanu Legese, correndo in un tempo di 2h03'36" (decima prestazione mondiale di sempre in maratona; Bekele, vincitore della gara, ha invece realizzato il secondo miglior tempo di sempre in 2h01'41" e Legese la terza in 2h02'48").

## Palmarès
| Anno | Manifestazione  | Sede  | Evento   | Risultato | Prestazione | Note |
| ---- | --------------- | ----- | -------- | --------- | ----------- | ---- |
| 2021 | Giochi olimpici | Tokyo | Maratona | dnf       | dnf         |      |

## Campionati nazionali
2021
- Argento ai campionati etiopi di mezza maratona - 1h01'22"

## Altre competizioni internazionali
2012
- Oro alla Maratona d'Italia ( Carpi) - 2h11'58"
- 49º alla Maratona di Francoforte ( Francoforte sul Meno) - 2h28'14"

2013
- Oro alla Maratona di Varsavia ( Varsavia) - 2h09'02"
- 4º alla Maratona di Eindhoven ( Eindhoven) - 2h09'02"

2015
- Oro alla Maratona di Francoforte ( Francoforte sul Meno) - 2h06'26"
- Oro alla Maratona di Vienna ( Vienna) - 2h07'31"
- 5º alla Maratona di Dubai ( Dubai) - 2h07'06"

2016
- 4º alla Maratona di Berlino ( Berlino) - 2h06'56"
- 7º alla Maratona di Londra ( Londra) - 2h10'45"
- 4º alla Maratona di Dubai ( Dubai) - 2h05'16"
- 7º alla Mezza maratona di Bogotà ( Bogotà) - 1h09'06"

2017
- 4º alla Maratona di Chicago ( Chicago) - 2h11'01"
- Bronzo alla Maratona di Dubai ( Dubai) - 2h08'04"

2018
- Argento alla Maratona di Praga ( Praga) - 2h07'03"
- Oro alla Maratona di Lubiana ( Lubiana) - 2h04'58"
- 5º alla Maratona di Dubai ( Dubai) - 2h04'08"

2019
- Bronzo alla Maratona di Berlino ( Berlino) - 2h03'36"
- 30º alla Maratona di Boston ( Boston) - 2h22'08"

2020
- Bronzo alla Maratona di Tokyo ( Tokyo) - 2h04'51"
- Bronzo alla Maratona di Londra ( Londra) - 2h05'45"

2021
- Oro alla Maratona di Londra ( Londra) - 2h04'01"

2022
- 7º alla Maratona di Londra ( Londra) - 2h07'26"

2023
- Oro alla Maratona di Valencia ( Valencia) - 2h01'48"
- Argento alla Maratona di Praga ( Praga) - 2h06'26"

2024
- Oro alla Maratona di Boston ( Boston) - 2h06'17"
- 10º alla Maratona di Valencia ( Valencia) - 2h04'59"